# 円通寺 (豊岡市)
円通寺（えんつうじ）は、兵庫県豊岡市にある臨済宗南禅寺派の中本山である。沢庵が滞在し、また赤穂浪士の大石良雄の次男・大石吉之進が出家した寺で知られる。別名あじさい寺。
1389年（元中6年）、但馬守護山名時義・時熙（時熈）父子が、高僧月菴宗光禅師を招いて円通寺を創建。最盛期には2院と36の塔頭、14の末寺を有していた。
境内には参道や日本庭園などに約5千株のアジサイが植えられており、毎年6月下旬に当山で「須谷あじさいまつり」が開催される。

## 境内
- 総門
- 本堂
- 鐘楼
- 日本庭園
- 山名時義・山名時熙の墓所

## 文化財
- 兵庫県指定文化財
  - 絹本淡彩月庵宗光像、南北朝時代永徳3年（昭和46年4月1日指定）[2]

## 交通アクセス
- JR山陰本線 竹野駅　徒歩約20分
- JR山陰本線 竹野駅から全但バスに乗車し「須谷」バス停下車、徒歩4分

## 周辺
- 豊岡市立竹野中央公園（徒歩5分）
- 竹野浜、猫崎